# Nostima pulchra
Nostima pulchra är en tvåvingeart som först beskrevs av Samuel Wendell Williston  1896.  Nostima pulchra ingår i släktet Nostima och familjen vattenflugor. Inga underarter finns listade i Catalogue of Life.